# Expédition Filchner
Vous lisez un « bon article » labellisé en 2022.  Il fait partie d'un « bon thème ».
Caractéristiques
L'expédition Filchner, expédition Deutschland ou officiellement seconde expédition antarctique allemande (en allemand : Zweite Deutsche Antarktisexpedition), est une expédition allemande en Antarctique au début du XXe siècle. Menée entre 1911 et 1913, une dizaine d'années après l'expédition Gauss (1901-1903) d'Erich von Drygalski, elle est dirigée par l'explorateur allemand Wilhelm Filchner à bord du navire d'exploration Deutschland.
Son objectif principal est de déterminer si le continent antarctique est constitué d'une seule masse continentale ou d'éléments séparés, en particulier si un détroit relie la mer de Weddell et la mer de Ross. En outre, un vaste programme de recherche scientifique est entrepris. L'expédition ne parvient pas à établir une base terrestre et le navire est pris dans la glace de la mer de Weddell, dérivant vers le nord pendant huit mois avant d'atteindre l'eau libre. L'expédition est contrariée par un désaccord et une animosité considérables entre ses participants.
L'expédition obtient le patronage de Luitpold, prince régent de Bavière, avec notamment un comité de collecte de fonds qui organise, entre autres activités, une loterie publique. Après le départ d'Allemagne au début du mois de mai 1911, l'expédition effectue une étude océanographique approfondie de l'océan Atlantique avant d'arriver en Géorgie du Sud en octobre. Par la suite, bien qu'entravé par une épaisse banquise, le Deutschland pénètre dans la mer de Weddell au-delà du point le plus méridional atteint par James Weddell en 1823. Filchner découvre de nouvelles terres qu'il nomme la côte de Luitpold, et atteint la limite sud de la mer de Weddell à une barrière de glace qui porte désormais son nom. Les tentatives d'établir une base terrestre dans une petite crique nommée baie de Vahsel échouent à cause de la glace peu sûre de l'endroit qui cause la perte du camp. Bien qu'une grande partie de l'équipement soit récupérée, d'autres tentatives pour établir une base terrestre échouent également. À ce moment-là, le Deutschland ne peut s'échapper de la glace et commence une longue dérive vers le nord.
Pendant la dérive, les observations scientifiques se poursuivent et un bref voyage en traîneau montre que le supposé Nouveau-Groenland méridional, qui aurait été vu par Benjamin Morrell en 1823, n'existe pas. Le moral de l'équipe tombe entre-temps, et au moment où le navire est libéré et atteint la Géorgie du Sud, l'expédition est dans un désarroi considérable. Certains membres retournent en Allemagne immédiatement mais Filchner espère néanmoins reconstituer l'expédition et retourner en Antarctique à la saison suivante. Toutefois, il est rappelé en Allemagne pour expliquer l'échec de l'expédition à ses commanditaires. Dans l'enquête qui suit, Filchner est largement disculpé, mais y perd son goût pour l'exploration antarctique et n'y retourne jamais. La Première Guerre mondiale détourne l'intérêt de l'Antarctique, mais en temps voulu, les découvertes géographiques et scientifiques de l'expédition sont reconnues. Filchner ne révèle pas de son vivant les détails des antagonismes personnels qui entachent l'expédition, mais un mémorandum, écrit juste avant sa mort en 1957, est publié en 1985.

## Contexte

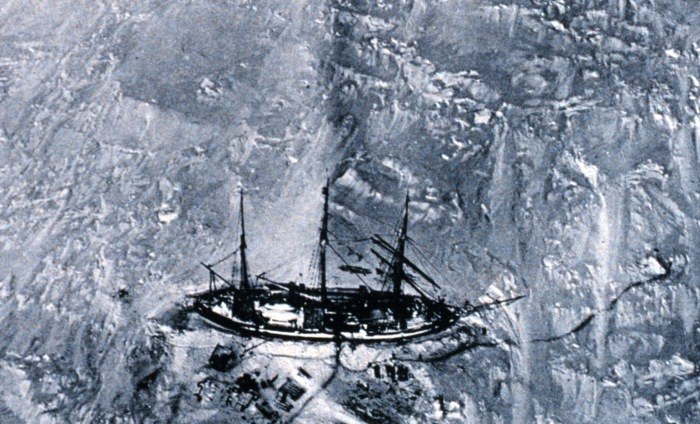
Vue aérienne depuis un ballon captif du Gauss pris dans le pack durant l'expédition Gauss.

La première expédition allemande dans la région subantarctique a lieu pendant l'année polaire internationale de 1882-1883, lorsqu'une équipe de scientifiques établit une station dans la baie Royal sur l'île de Géorgie du Sud. Au cours de l'année, les hommes mènent un vaste programme de recherche et observent le transit de Vénus le 6 décembre 1882.
Au tournant des XIXe et XXe siècles, l'exploration du continent antarctique commence sérieusement, avec des expéditions en provenance de Belgique, du Royaume-Uni et de Suède. L'Allemagne entre en jeu avec l'expédition Gauss, la première expédition antarctique allemande, dirigée entre 1901 et 1903 par Erich von Drygalski à bord du navire Gauss. Drygalski découvre des terres au sud des îles Kerguelen, mais son navire se retrouve piégé dans la glace à 66° 07′ S, 89° 38′ E, alors qu'il est encore à 85 kilomètres de la terre. Il nomme cette côte lointaine Terre Guillaume-II, et un volcan éteint, également observé, est nommé mont Gauss (Gaussberg). La plupart des travaux scientifiques de l'expédition sont effectués dans une station d'hiver établie sur la banquise. Lorsque, après plus d'un an, le Gauss est libéré, Drygalski essaye en vain d'emmener le navire plus au sud. Par conséquent, lorsqu'il retourne en Allemagne, à une époque où les réalisations géographiques sont plus valorisées que les résultats scientifiques, il constate que l'expédition est comparée défavorablement à l'expédition Discovery concurrente de Robert Falcon Scott, qui avait atteint la latitude de 82° 17' S. Les résultats scientifiques de Drygalski, publiés sur trois décennies, sont rétrospectivement reconnus comme d'une importance exceptionnelle, mais la réaction immédiate à son expédition est celle d'un échec national.
À cette époque, encore peu de choses sont connues sur la nature du continent antarctique : on ignore s'il s'agit d'une seule masse continentale, d'un groupe d'îles ou, comme le croit le géographe allemand Albrecht Penck, de deux grandes masses continentales, l'ouest et l'est de l'Antarctique, séparées par un détroit gelé. Cette question intéresse un jeune officier de l'armée et explorateur, Wilhelm Filchner. Né en 1877, Filchner avait visité la Russie, était monté à cheval dans le Pamir et, après une période d'études en arpentage et en géographie, avait mené une expédition dans le sud de la Chine et au Tibet entre 1903 et 1905. Bien que manquant d'expérience polaire, Filcher est résolu à mener une expédition pour statuer sur l'hypothèse de Penck.

## Organisation

### Préparation, objectifs et financement

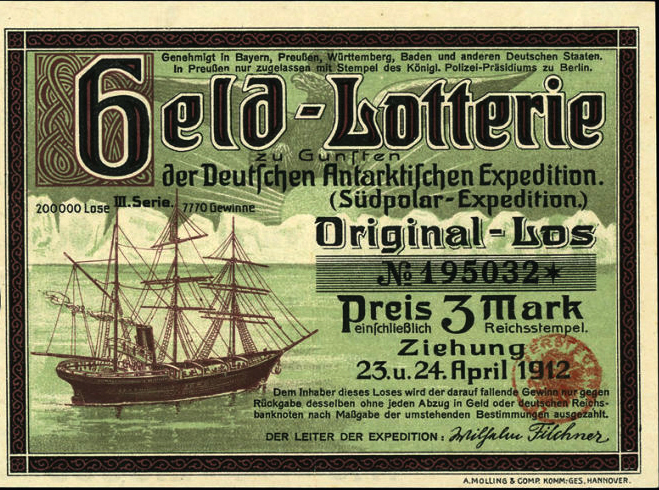
Billet de loterie à 3 marks pour le tirage des 23 et 24 avril 1912 en faveur de l'expédition Filchner. Le navire de l'expédition Deutschland y est représenté en pleine mer avec une barrière de glace en arrière-plan. La signature en fac-similé de Wilhelm Filchner y est aussi visible.

Le plan initial de Filchner implique une stratégie à deux navires, dans laquelle une équipe doit établir une base dans la région sud de la mer de Weddell, tandis qu'une autre irait dans la mer de Ross, de l'autre côté de l'Antarctique. Des groupes à terre des deux équipes traverseront alors le continent, pour se retrouver au pôle Sud ou dans une zone proche, résolvant ainsi l'énigme d'un Antarctique en une ou deux masses continentales,. Le plan, d'un coût d'environ deux millions de marks (environ 97 500 £, équivalent à 12,5 millions d'euros en 2022), est accueilli positivement par la Société de géographie de Berlin en 1909 et est approuvé par Albrecht Penck. L'expédition doit mener également un programme de recherche scientifique qui comprend une étude détaillée de la nature des océans, de la façon dont ils se relient dans les mers du sud et de leur impact sur le climat mondial.
Filchner et ses soutiens demandent l'approbation du Kaiser, une démarche nécessaire pour tenter d'obtenir un financement de l'État. Mais lorsqu'il est approché, Guillaume II, qui avait soutenu l'expédition précédente de Drygalski, est dédaigneux. Il estime que les dirigeables de Ferdinand von Zeppelin feraient « en quelques jours ce qui [prendrait] trois ans » à Filchner. Filchner trouve toutefois son mécène dans le prince régent Luitpold de Bavière, qui apporte volontiers son soutien à l'entreprise,. Le manque de financement de l'État, cependant, signifie que le plan de Filchner doit être revu à la baisse et la composante en mer de Ross est abandonnée. Filchner emmènera donc un seul navire aussi loin au sud que possible dans la mer de Weddell, alors largement inexplorée, et concentrera ses études dans cette zone. Le coût de ce plan révisé est estimé à 1,1 million de marks (environ 58 500 £, soit 7,5 millions d'euros en 2022), et sous le patronage de Luitpold, un comité d'organisation est mis en place pour lever cette somme. La plus réussie de ses activités est une loterie publique et, à la fin de l'année 1910, la somme requise est obtenue. Bien que l'État allemand ne participe pas au financement directement, les agences et les organisations nationales acceptent de prêter l'équipement scientifique essentiel et sont disposées à assumer le coût des frais d'amarrage pour les longs séjours prévus de l'expédition à Buenos Aires.

### Le navire

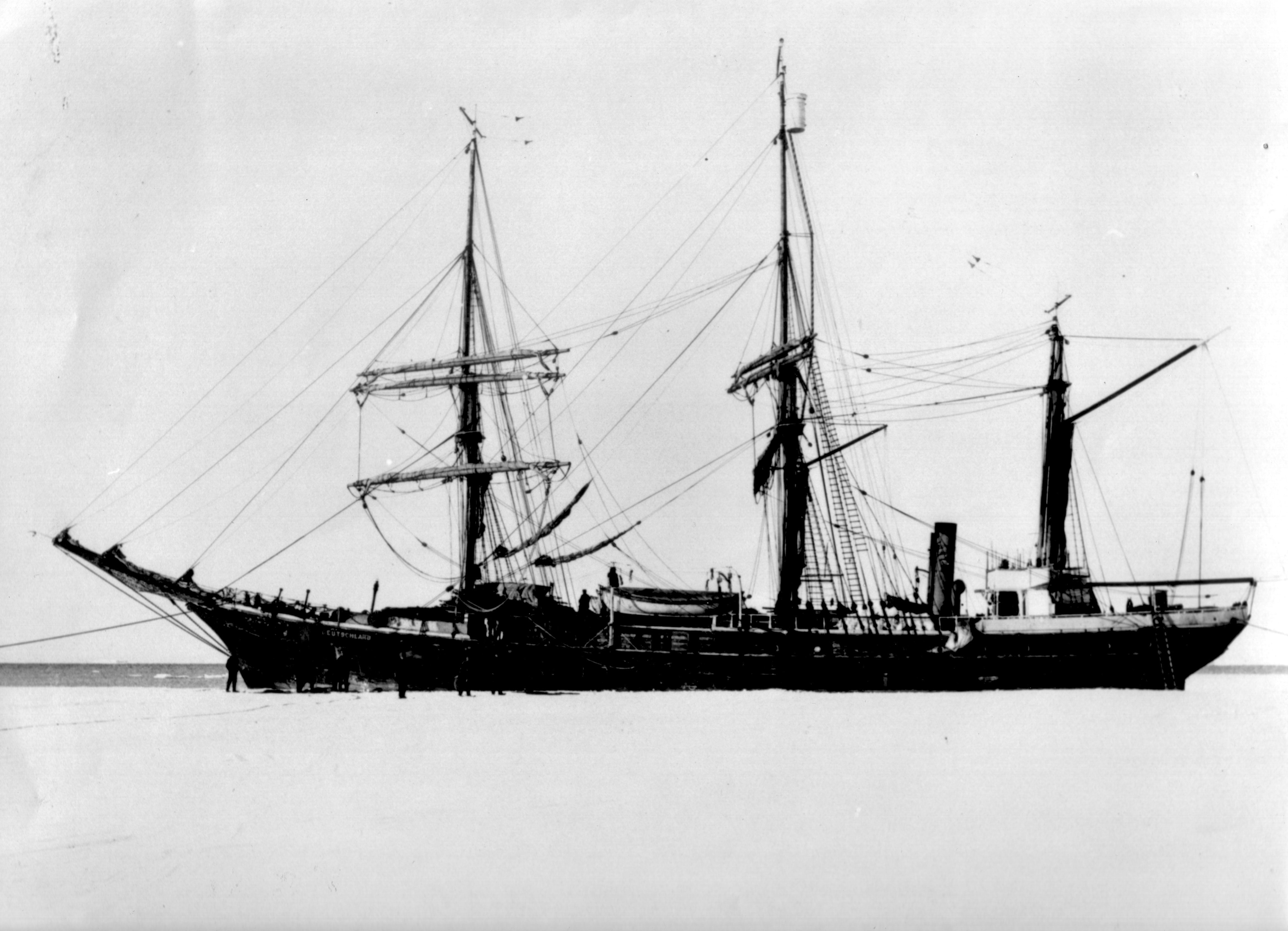
Le Deutschland vers 1912.

Filchner trouve un navire approprié, le baleinier et phoquier de construction norvégienne Bjørn,. En 1907, l'explorateur britannique Ernest Shackleton le convoitait pour sa prochaine expédition en Antarctique, mais le prix, 11 000 £ (environ 1,4 million d'euros en 2022), est trop élevé. Depuis lors, le Bjørn était utilisé dans l'Arctique sous la direction du capitaine Bjørn Jørgensen et avait acquis une bonne réputation en tant que navire résistant à la glace. Le prix passant à 12 700 £ (1,6 million d'euros en 2022), Filchner considère cela comme une bonne affaire. La vente conclue, le navire est renommé Deutschland (« Allemagne ») et emmené au chantier naval Framnæs Mekaniske Værksted de Sandefjord en Norvège pour d'importantes modifications.
Selon les mesures fournies par l'historien polaire Rorke Bryan, le Deutschland mesure 48,5 mètres de longueur pour 9,02 mètres de large avec un tirant d'eau de 5,49 mètres vers l'avant et 6,56 mètres vers l'arrière. Sa jauge brute est de 598,2, soit 343,8 en jauge nette. Construite en 1905 entièrement en bois, la coque est renforcée par un revêtement extérieur dense en gaïac de 3 ¹⁄₄ pouces, et reçoit 6 pouces de protection supplémentaire à l’intérieur. Gréé comme un trois-mâts, le Deutschland est capable d'atteindre des vitesses de 9 ou 10 nœuds toutes voiles dehors. Son moteur auxiliaire fournit 300 chevaux-vapeur avec une vitesse maximale de 7,2 nœuds, consommant du charbon à raison de 6 tonnes par jour.
Pendant que le navire est à Sandejford, Ernest Shackleton se rend sur place pour donner des conseils supplémentaires sur la préparation d'un long séjour dans la glace. Cela comprend l'ajout d'un placage de fer pour protéger l'étrave et la possibilité de soulever l'hélice et le gouvernail sur le pont lorsqu'ils ne sont pas utilisés. L'intérieur du navire est reconstruit, avec seize cabines pour les officiers et les scientifiques, et un gaillard agrandi pour loger l'équipage. Un laboratoire pour les travaux scientifiques est construit sur le pont principal et l'éclairage électrique est fourni par un générateur.

### Les membres

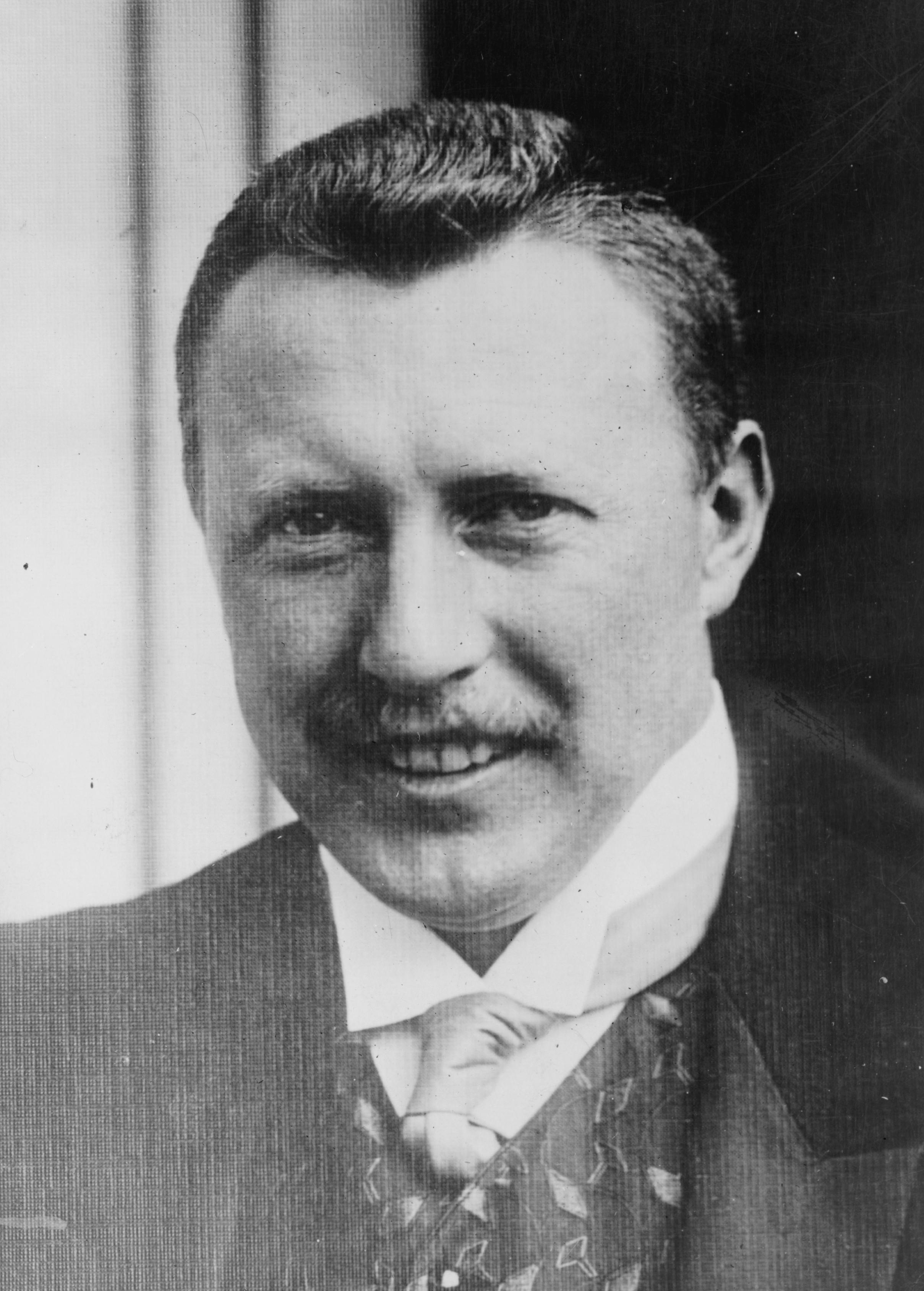
Wilhelm Filchner vers 1911.

L'expédition attire un grand nombre de candidatures. Parmi les scientifiques sélectionnés figurent un jeune géographe, Heinrich Seelheim (en), en tant qu'adjoint de Filchner ; Carl Wilhelm Brennecke, l'un des principaux océanographes allemands de l'époque ; l'astronome Erich Przybyllok (en) ; et un biologiste autrichien et alpiniste expérimenté, Felix König (en). Filchner souhaite que le Norvégien Bjørn Jørgensen, l'ancien commandant du Deutschland, soit capitaine, mais il est « incité » par les autorités navales allemandes à nommer un Allemand au poste. Le choix de ces dernières est Richard Vahsel, qui servait comme officier en second dans l'expédition Gauss de Drygalski,. Bien qu'Erich von Drygalski le recommande fortement, l'ancien capitaine du Gauss, Hans Ruser, avertit que Vahsel est « avide de pouvoir [et] un intrigant pur et dur ». L'accord de Filchner à cette nomination est, selon l'historien Rorke Bryan, « une erreur désastreuse ». Vahsel a un problème d'alcoolisme et un tempérament agressif. Il amène avec lui plusieurs officiers et membres d'équipage du Gauss, formant une clique qui finira par empoisonner les relations entre les membres de l'expédition tout au long de celle-ci.
La position de Vahsel est renforcée par l'accord de Filchner de naviguer sous le pavillon de la Kaiserliche Marine, plaçant le Deutschland sous une réglementation navale qui donne au capitaine l'autorité décisionnelle suprême. L'expédition est ainsi affligée dès le départ par ce que l'explorateur Roald Amundsen décrit plus tard comme une faiblesse fatidique, celle d'un commandement divisé. Vahsel ne tarde pas à faire étalage de son avantage apparent, se vantant en état d'ébriété qu'il mettrait Filchner aux fers si ce dernier ne suit pas ses ordres. Filchner choisit de ne pas tenir compte de cette menace en la considérant comme un « lapsus insipide ».
Conscient que ses scientifiques manquent d'expérience sur les conditions polaires, Filchner mène en août 1910 une expédition d'entraînement au Svalbard,. Lui et six autres hommes traversent les glaciers du centre du Spitzberg dans des conditions difficiles. C'est aussi une séance d'entraînement pour l'équipement. Cependant, à part Filchner, seuls deux membres de l'équipe s'étant entraînée au Svalbard — Przybyllock et le météorologue Erich Barkow (de) — sont finalement du voyage.

## Expédition

### De l'Allemagne à l'Amérique du Sud
Début mai 1911, le Deutschland quitte Bremerhaven, à destination de Buenos Aires. Filchner reste en Allemagne pour s'occuper des impondérables avant de rejoindre l'expédition en Argentine. Pendant ce temps, Seelheim agit en tant que directeur scientifique. Le voyage dure quatre mois et 19 000 kilomètres sont parcourus avec des escales aux Açores, au rocher Saint-Paul et dans l'État du Pernambouc. Une centaine d'études océanographiques sont réalisées, avec une attention particulière accordée à la confluence du courant du Brésil (chaud) et du courant des Malouines (froid). Le Deutschland arrive à Buenos Aires le 7 septembre.

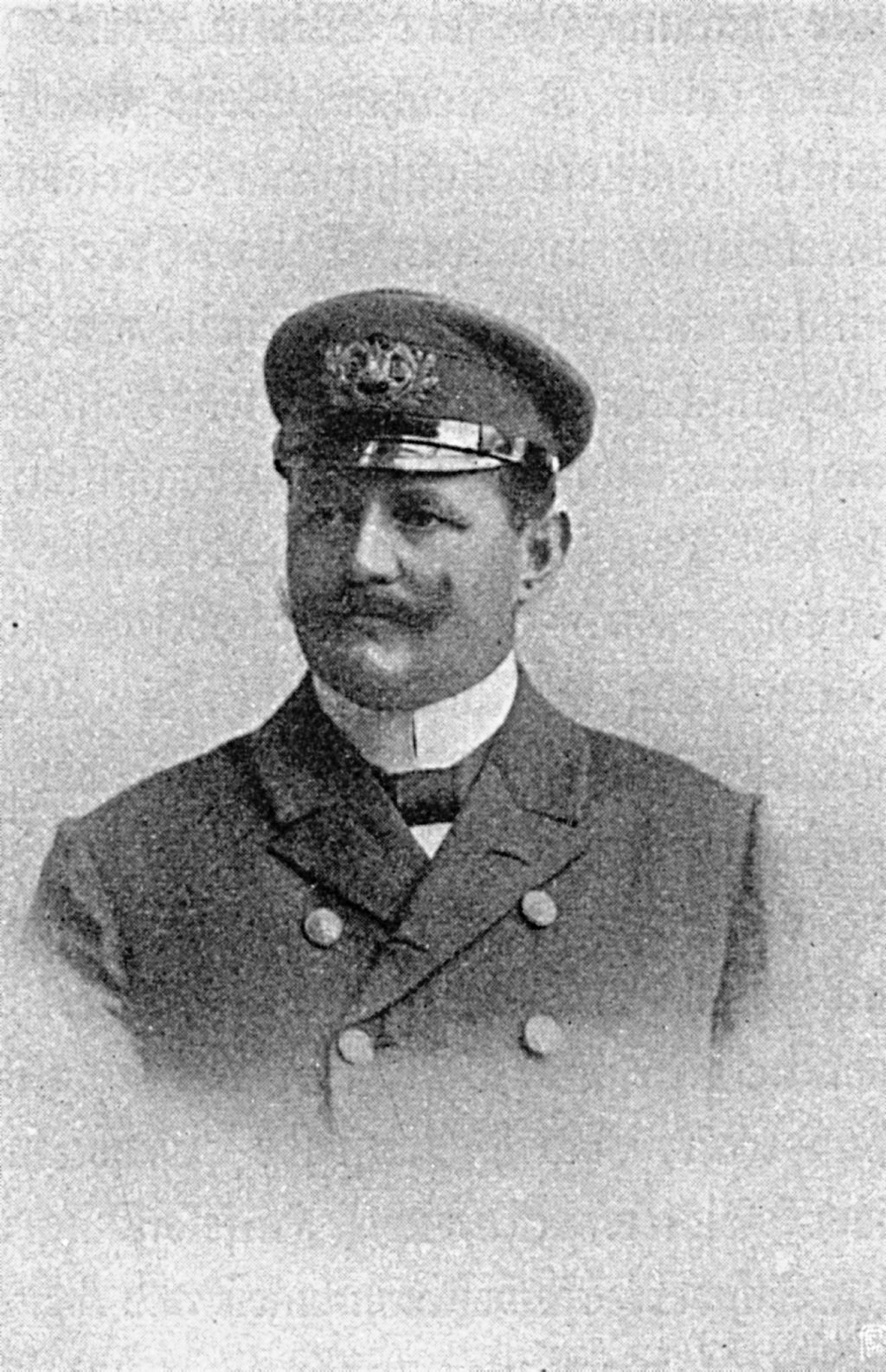
Richard Vahsel, avant 1912.

Bien que réussi d'un point de vue scientifique, le voyage est entaché de désaccords personnels entre Seelheim et Vahsel, qui se disputent constamment. Alors qu'il se rend à Buenos Aires à bord du vapeur Cap Ortega, Filchner reçoit un message indiquant la démission de Vahsel. Il persuade Alfred Kling, le premier officier du Cap Ortega, d'accepter le poste de capitaine du Deutschland. Mais à son arrivée, il trouve Vahsel toujours en poste et Seelheim parti. Malgré cela, Kling accepte de rester avec l'expédition en tant qu'officier de quart supplémentaire,. À Buenos Aires, l'expédition reçoit un envoi de chiens du Groenland et un certain nombre de poneys de Mandchourie — Filchner ayant été persuadé par Shackleton de l'utilité des chevaux comme bêtes de somme.
Pendant son séjour à Buenos Aires, le Deutschland est rejoint par le Fram, le navire d'Amundsen, qui revient de l'Antarctique après l'avoir déposé avec son groupe dans la baie des Baleines, en vue de leur tentative réussie d'atteindre le pôle Sud. Les hommes des deux navires fraternisent — l'équipage du Deutschland comptant un certain nombre de Scandinaves — et l'équipage du Fram souhaite un départ enthousiaste lorsque le Deutschland part pour la Géorgie du Sud le 4 octobre.

### Géorgie du Sud
Le Deutschland arrive à Grytviken en Géorgie du Sud le 21 octobre 1911 et y est accueilli par Carl Anton Larsen, le directeur de cette station baleinière. Alors que les mers au sud sont gelées, Filchner se lance dans une étude côtière de l'île avec l'aide de Larsen, qui prête son navire Undine pour cette tâche. Au cours de ces études, ils revisitent la station de recherche désormais abandonnée de la baie Royal, la rouvrent et l'occupent pendant un mois tout en faisant des lectures régulières pour déterminer les changements de champ magnétique dans les années qui suivent. Pendant cela, le Deutschland part en voyage vers les îles Sandwich du Sud, pour tester la théorie de l'explorateur écossais William Speirs Bruce selon laquelle les îles de l'arc des Antilles australes sont géologiquement liées à la péninsule Antarctique et à l'Amérique du Sud continentale. Le voyage est gâché par le mauvais temps et une mer agitée, avec des vagues atteignant 20 mètres de hauteur. Le navire prouve sa navigabilité, mais aucun débarquement n'est effectué et peu de travaux scientifiques sont menés à leur fin.
En Géorgie du Sud, l'un des deux médecins, Ludwig Kohl-Larsen, est atteint d'une appendicite et doit rester sur l'île. Le troisième officier, Walter Slossarczyk, disparaît alors qu'il pêche dans la King Edward Cove (en), au large de Grytviken. Son bateau vide est ensuite retrouvé dans la baie de Cumberland. Le fait qu'il s'agisse d'un accident ou, comme certains le soupçonnent, d'un suicide, n'est jamais établi,. Quoi qu'il en soit, Filchner considère sa mort comme un mauvais présage pour l'expédition.

### Mer de Weddell
Après un réapprovisionnement en équipement, le Deutschland, désormais lourdement chargé, quitte Grytviken le 11 décembre 1911 avec 35 hommes, 8 poneys, 75 chiens du Groenland, 2 bœufs, 2 cochons et plusieurs moutons,. L'expédition rencontre de la glace à trois jours de Grytviken, au 57e parallèle sud, et à partir de là, la progression vers le sud est intermittente entre pack et étendues d'eau libre. Entre le 17 et le 31 décembre, seuls 57 kilomètres sont parcourus et le générateur est éteint pour économiser du charbon. Le 14 janvier 1912, par 70° 47' S, le navire est piégé dans de la glace solide, mais quatre jours plus tard, il réalise l'une de ses meilleures avancées en couvrant 94 kilomètres dans la journée. Le 27 janvier, désormais profondément dans la mer de Weddell, une première indication de terre peut être réalisée via des échantillons de fonds marins dont le contenu prouve que le navire ne se trouve pas loin du rivage. Le 28 janvier, une large étendue d'eau apparaît, s'étendant vers le sud jusqu'à l'horizon : « Personne ne s'attendait à une mer de Weddell ouverte derrière une ceinture de banquise d'environ 1 100 milles marins » note Filchner.

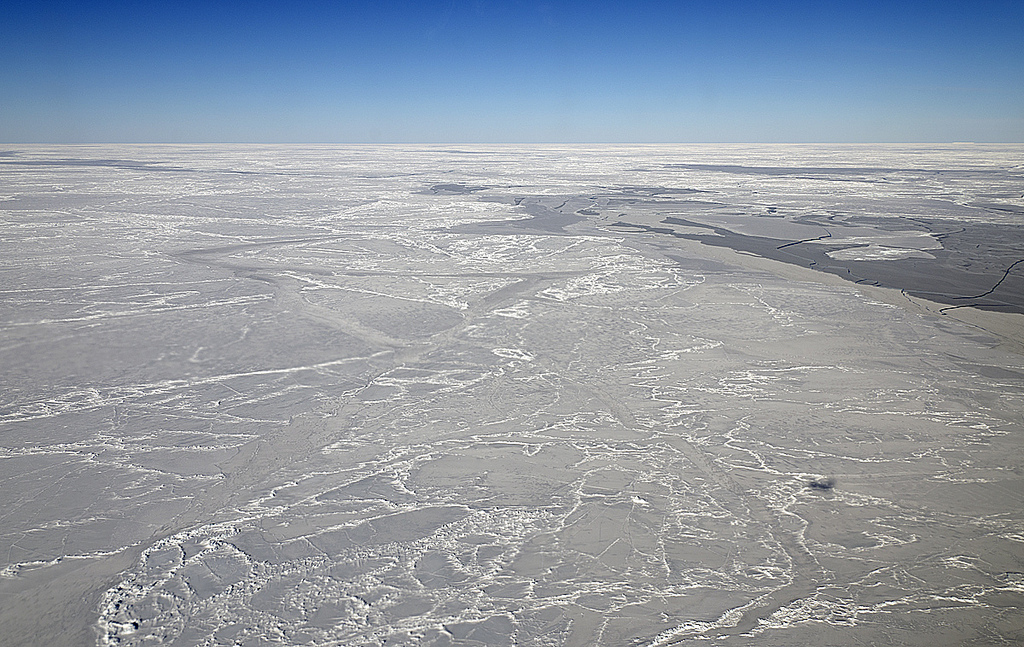
La glace de la mer de Weddell, avec des zones d'eau libre (octobre 2011).

Le 29 janvier, le navire est au-delà de l'emplacement de l'observation de la terre de Coats faite par Bruce en 1904 et dépasse la marque la plus méridionale de James Weddell de 74° 15' S,. L'eau devient alors rapidement moins profonde, montrant l'approche imminente de la terre,, avec un léger ressac visible au loin au sud. Le lendemain, la terre est observée sous la forme de falaises de glace allant jusqu'à 30 mètres de hauteur, derrière lesquelles s'élève une pente douce de glace et de neige jusqu'à une hauteur de plus de 600 mètres. « Sous cette masse de glace », écrit Filchner, « sans aucun doute se cachait le continent antarctique ». Cette première découverte géographique de l'expédition est nommée par Filchner côte du prince régent Luitpold (côte de Luitpold), d'après le principal mécène de l'expédition.
En suivant alors le littoral qui se prolonge d'abord vers le sud-ouest, puis vers l'ouest et le nord-ouest, le 31 janvier à 77° 48' S, ils découvrent une vaste barrière de glace qui est manifestement la limite sud de la mer de Weddell. Filchner la baptise la barrière du Kaiser Wilhelm puis, plus tard à l'insistance du Kaiser, elle est rebaptisée d'après Filchner,. À la conjonction de la côte de Luitpold et de la barrière de glace se trouve une petite crique, que Filchner nomme baie de Vahsel. Derrière la baie, des nunataks (des roches saillantes) confirment la présence de terres au sud,.

### Baie de Vahsel
Filchner débarque des hommes dans la baie de Vahsel, pour examiner l'emplacement en tant que site d'atterrissage possible, ce qu'ils confirment. Cependant, Vahsel montre une réticence à y débarquer, arguant qu'après avoir dépassé la limite sud de Weddell, la tâche principale de l'expédition est maintenant terminée et qu'ils doivent plutôt retourner en Géorgie du Sud. Ceci, comme l'observe David Murphy dans son récit d'expédition, est inexplicable puisque l'équipement, les provisions et les animaux du Deutschland montrent clairement que des travaux approfondis à terre sont prévus,. Le 1er février, espérant résoudre le différend, Filchner accepte de chercher le long de la barrière un meilleur lieu d'installation, mais aucun ne peut être trouvé, et le 5 février, le Deutschland est de retour dans la baie de Vahsel.
Vahsel souhaite que le camp soit placé sur un grand iceberg d'apparence pérenne attaché à la barrière de glace, que le navire peut atteindre facilement. Filchner préférerait établir le camp plus loin du bord de la glace et n'accepte la requête de Vahsel qu'après l'assurance de ce dernier que le pilote de l'expédition, Paul Björvik, approuve le site,. Le processus de déchargement commence le 9 février et se poursuit au cours des jours suivants. Le 17 février, la hutte principale est érigée et la plupart de l'équipement et des animaux sont transférés sur l'iceberg,. Pendant ce temps, Filchner apprend de Björvik qu'il n'a pas été consulté, et qu'il ne recommande pas ce site qu'il qualifie de « très mauvais »,.
- Barrière de Ross (472 960 km²)
- Barrière de Filchner-Ronne[Note 3] (422 420 km²)
- Barrière d'Amery (62 620 km²)
- Barrière de Larsen (48 600 km²)
- Barrière de Riiser-Larsen (48 180 km²)
- Barrière de Fimbul (41 060 km²)
- Barrière de Shackleton (33 820 km²)
- Barrière de George VI (23 880 km²)
- Barrière ouest (16 370 km²)
- Barrière de Wilkins (13 680 km²)

Principales barrières de glace de l'Antarctique :
Barrière de Ross (472960 km²)
Barrière de Filchner-Ronne (422420 km²)
Barrière d'Amery (62620 km²)
Barrière de Larsen (48600 km²)
Barrière de Riiser-Larsen (48180 km²)
Barrière de Fimbul (41060 km²)
Barrière de Shackleton (33820 km²)
Barrière de George VI (23880 km²)
Barrière ouest (16370 km²)
Barrière de Wilkins (13680 km²)

Le 18 février, une marée haute de printemps provoque une montée subite de l'eau, qui sépare l'iceberg de la barrière de glace et l'envoie flotter dans la mer de Weddell,,. Les canots de sauvetage du navire sont utilisés pour récupérer autant que possible le matériel et l'essentiel de celui-ci est sauvé,. Filchner poursuit ses efforts pour établir une base à terre, et le 28 février, Brenneke et le géologue Fritz Heim sont déposés sur la barrière de glace où ils commencent à ériger un dépôt à environ 600 mètres du bord, et à environ 100 mètres au-dessus du niveau de la mer,. Cependant, Vahsel insiste désormais pour que le navire retourne en Géorgie du Sud avant d'être irrémédiablement pris dans la glace. Filchner accepte à contrecœur et le dépôt est marqué de drapeaux noirs pour attendre le retour de l'expédition la saison suivante.

### Dérive
Le 4 mars 1912, le navire met le cap vers le nord et le voyage de retour vers la Géorgie du Sud commence,. Les progrès sont initialement minimes : le 6 mars, à pleine vapeur, le Deutschland n'a avancé que de 5,6 kilomètres et le 15 mars, il est fermement piégé par la glace. Les efforts pour le libérer avec de la dynamite échouent et Filchner se résigne à dériver dans l'hiver : « Nous nous sommes maintenant consacrés au travail scientifique », écrit-il. Une station de recherche est installée sur la glace pour des travaux météorologiques et magnétiques, et la faune — manchots, autres oiseaux, baleines et phoques — est observée, enregistrée et sa viande parfois consommée,. Un programme d'animations et d'activités sportives est défini sur le navire et sur la glace, mais ces diversions ne parviennent pas à faire surmonter les divisions et l'hostilité croissantes entre les groupes d'hommes, animosité aggravée par la consommation excessive d'alcool. La débâcle de la baie de Vahsel détruit le moral et il y a de longues récriminations mutuelles,.
En juin, Filchner cherche désespérément à échapper à l'ambiance empoisonnée sur le Deutschland. Il calcule que la dérive les emmène près de l'endroit où, en 1823, le capitaine de phoquier américain Benjamin Morrell affirmait avoir rencontré des terres généralement connues sous le nom de Nouveau-Groenland méridional. Morrell avait décrit une longue étendue de littoral, avec des montagnes enneigées lointaines, de nombreux phoques et « des oiseaux océaniques de toutes sortes ». Les écrits de Morrell étaient généralement pleins d'exagérations et d'erreurs factuelles, et il avait la réputation d'être imprécis concernant les positions et les dates, mais ses affirmations n'avaient pas fait l'objet d'une étude sur le terrain. Filchner y voit une occasion d'ajouter cela aux réalisations de son expédition en prouvant ou en réfutant l'existence de cette terre.
Le 23 juin, à environ 65 kilomètres à l'est de l'observation rapportée par Morrell, Filchner, König et Kling partent du Deutschland avec des provisions, des traîneaux et des chiens pour trouver l'endroit, voyageant la plupart du temps au clair de lune. Le terrain est difficile, la glace mouvant avec l'eau libre. Un autre problème est que le navire à la dérive se trouvera à une position différente au retour. Alors qu'ils s'approchent du lieu de l'observation supposée de Morrell, ils larguent des poids en plomb pour sonder la profondeur de la mer. Ne trouvant aucune preuve de faible profondeur et aucun signe visible de terre, ils en concluent que Morrell a très probablement vu un mirage, (fata Morgana). Au retour, le 30 juin, ils interceptent le Deutschland, qui a dérivé sur une distance de 60 kilomètres depuis leur départ.

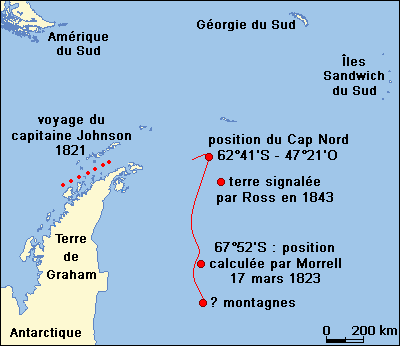
La ligne rouge continue montre les lieux rapportés par Benjamin Morrell de la côte du Nouveau-Groenland méridional en 1823.

Le 8 août, Vahsel meurt, sa santé s'étant récemment détériorée. Il est enterré dans la glace deux jours plus tard,, et est remplacé comme capitaine par Wilhelm Lorenzen, le premier officier. L'atmosphère ne s'améliore pas car Lorenzen n'est pas un conciliateur, et sa relation avec Filchner n'est pas meilleure que celle de Vahsel,. L'ambiance devient rapidement non seulement désagréable mais dangereuse avec des menaces d'utilisation d'armes à feu : König affirme même qu'on lui a tiré dessus. Filchner considère que sa propre vie est en danger et dort avec une arme chargée à ses côtés,. La dérive continue et, à la mi-septembre, des passages d'eau libre apparaissent au loin. Toutefois, ce n'est que le 26 novembre, à l'aide de dynamite, que le Deutschland est finalement libéré de la glace. La dérive fournit les premières preuves de l'existence de la gyre de Weddell, un courant marin circulant en boucle dans le sens des aiguilles d'une montre autour de la mer du même nom. Une course lente à travers le pack permet finalement au Deutschland de rejoindre Grytviken le 19 décembre 1912.

### Dissolution
À Grytviken, des conflits ouverts éclatent entre les deux factions qui composent désormais l'équipe de l'expédition. L'équipage, entendant une rumeur selon laquelle il ne sera pas payé, se retourne contre Filchner. Lorsque les tentatives de médiation de Larsen échouent, il héberge les membres les plus mutins dans la station baleinière avant de les renvoyer chez eux sur un bateau à vapeur. En tant que capitaine de remplacement, Filchner nomme Kling, qui avait emmené le Deutschland à Buenos Aires, et le navire est temporairement prêté au gouvernement argentin pour relever la station météorologique argentine de l'île Laurie,.
Filchner, à ce stade, n'a pas renoncé à poursuivre son expédition. Il informe la Société américaine de géographie qu'après une période en cale sèche pour des travaux essentiels, « le deuxième voyage vers la terre nouvellement découverte peut être refait, et les explorations dans l'Antarctique poursuivies selon le programme initial ». Cependant, les membres dissidents, désormais en Allemagne, lui font mauvaise presse en signalant un commandement et un moral médiocres, et le comité d'organisation ordonne à Filchner de rentrer au pays. Là, il fait face à un procès d'honneur dont les juges, après avoir entendu les diverses accusations et témoignages, l’absolvent largement de tout blâme,. Ses adversaires continuent toutefois à le dénoncer et, lorsque l'ancien médecin du navire von Goeldel s'en prend à son honneur, Filchner le défie en duel, et von Goeldel se retrouve obligé de retirer son commentaire.
Malgré sa réhabilitation officielle, Filchner est fatigué de l'Antarctique et n'y retourne jamais. Le Deutschland est acquis par König, qui organise une expédition autrichienne pour achever les travaux commencés par l'expédition allemande. Filchner est invité à le rejoindre, mais il refuse. Il refuse également une invitation d'Amundsen à l'accompagner dans une expédition au pôle Nord. Il écrit : « De nombreuses expériences m'ont convaincu que les vrais grands succès dans la glace polaire ne sont accordés qu'aux membres des nations où la recherche polaire a des traditions […]. J'ai [donc] décidé de retourner à mon domaine de travail d'origine : l'Asie centrale et orientale »,.

## Postérité

Carte de l'expédition Endurance sur une carte de l'Antarctique tel qu'il est connu de nos jours. L'expédition reprend l'idée de deux composantes en mer de Weddell et en mer de Ross.

En jugeant la responsabilité de l'échec, Penck et d'autres blâment Vahsel, tout comme le Kaiser, qui s'était opposé à l'expédition mais donne par la suite son soutien à Filchner. En revanche, Albert Ballin de la Hamburg America Line, ancien employeur de Vahsel, prend la défense du capitaine : « les découvertes géographiques de l'expédition sont uniquement à mettre au crédit de Vahsel, qui a poursuivi les objectifs […] avec la plus grande énergie, une loyauté inébranlable et un dévouement. »
Les controverses autour de l'expédition sont oubliées avec le déclenchement de la Première Guerre mondiale en août 1914. L'expédition prévue par König est annulée,, tandis que le Deutschland, que König avait rebaptisé Osterreich (« Autriche »), est réquisitionné par la marine austro-hongroise et utilisé comme dragueur de mines jusqu'à ce qu'il soit torpillé et coulé dans la mer Adriatique.
Pendant la guerre, Filchner sert dans l'armée allemande. Par la suite, il écrit un récit de son expédition, publié en 1922, dans lequel il mentionne à peine les animosités qui l'avaient affectée. Il choisit d'ignorer le dénigrement continu de ses adversaires et reprend ses voyages, menant des expéditions en Asie centrale en 1926–1928 et en 1934–1938. Sa dernière expédition, au Népal en 1939, est interrompue par la maladie et la Seconde Guerre mondiale, après quoi il se retire à Zurich. Peu de temps avant sa mort en 1957, Filchner écrit un mémorandum —  non publié avant 1985 — qui révèle la vérité sur l'échec de son expédition en Antarctique.
L'expédition Endurance d'Ernest Shackleton, visant une traversée transcontinentale de l'Antarctique, entre dans la mer de Weddell en janvier 1915. Avant qu'elle ne puisse rejoindre la terre, le navire Endurance est assailli et emporté dans les glaces par le gyre de Weddell jusqu'à ce qu'il soit écrasé par la pression et coulé en octobre 1915. L'expédition devient par la suite une opération de survie et de sauvetage. La première traversée terrestre du continent antarctique n'est réalisée qu'au cours de l'expédition Fuchs-Hillary de 1957-1958. Les co-leaders, Vivian Fuchs et Edmund Hillary, suivent le plan original à deux navires de Filchner : partant respectivement de la mer de Weddell et de la mer de Ross, ils se rencontrent au pôle Sud le 19 janvier 1958. Ils mettent en avant Filchner comme « le premier à atteindre [le bout] de la mer de Weddell » mais ils nomment leur camp de base de la baie de Vahsel d'après Shackleton qui selon eux y prévoyait d'y établir sa base.

## Bilan
Malgré le sentiment d'échec et de récriminations, cette expédition antarctique permet d'importantes avancées géographiques. Elle est à l'origine de la découverte de nouvelles terres comme la côte de Luitpold, et atteint la limite sud de la mer de Weddell. Sa découverte de la barrière de Filchner — accolée généralement au nom de Finn Ronne — fournit des preuves solides, sinon une preuve pure et simple, que la théorie de Penck d'un détroit séparant deux masses continentales antarctiques est erronée. Le voyage d'hiver de Filchner, Kling et König prouve la non-existence du Nouveau-Groenland méridional de Morrell. Il y a des découvertes scientifiques importantes, dont la première preuve du gyre de Weddell allant dans le sens des aiguilles d'une montre,. Les enquêtes océanographiques détaillées révèlent la distribution de la température dans les eaux de l'océan Atlantique sud. Quatre couches alternées sont identifiées, transportant respectivement des courants plus chauds et plus froids vers le sud et le nord, un processus dans lequel la mer de Weddell joue un rôle central.
En raison du début de la Première Guerre mondiale et de l'absence de présentation formelle des résultats, les découvertes de l'expédition ont peu d'impact immédiat sur la communauté scientifique internationale. Cependant, l'Institut Alfred-Wegener pour la recherche polaire et marine évalue ultérieurement les découvertes de l'expédition comme égales à celles de James Clark Ross dans les années 1840, et plus tard, la mer de Weddell est devenue la zone la plus favorisée pour la recherche polaire allemande.
Le personnel de l'expédition est honoré dans la dénomination de diverses caractéristiques géographiques de la région antarctique. En plus de la barrière de Filchner et de la baie de Vahsel, il s'agit notamment de la fosse Filchner sur le fond marin dans le coin sud-est de la mer de Weddell ; les montagnes Filchner dans la terre de la Reine-Maud, nommées par une expédition allemande ultérieure en 1938-1939 ; les rochers Filchner (en) en Géorgie du Sud, cartographiés lors de l'étude côtière de 1911 ; le cap Vahsel (en) en Géorgie du Sud ; le glacier König (en), étudié en 1928-1929 lors d'une expédition dirigée par Ludwig Kohl-Larsen, ancien membre de l'expédition de Filchner ; et le mont Kling en Géorgie du Sud, étudié et nommé entre 1951 et 1957.